# Île Squaxin
L'île Squaxin est une île de l'État de Washington dans le comté de Mason aux États-Unis.

## Description
Située dans l'extrême sud-ouest du Puget Sound à l'ouest de l'île Harstine, elle s'étend sur plus de 7 km de longueur pour une largeur d'environ 1,4 km. Il s'agit d'une réserve indienne propriété de la Squaxin Island Tribe (en). Elle n'est pas pour autant habitée. 